# Southern blot
Il Southern blotting è una metodologia usata in biologia molecolare per rilevare la presenza di specifiche sequenze di DNA in una miscela complessa. Prende il nome dal suo inventore, Edwin Mellor Southern.
Altri metodi di rilevamento (vale a dire, western blot, northern Blot, southernwest Blot) che impiegano principi simili, ma utilizzando RNA o proteine, sono stati successivamente denominati in riferimento al nome di Edwin Southern. Poiché il metodo è omonimo al biologo, Southern è in maiuscolo come è convenzionale dei nomi propri; i nomi di altri metodi di rilevamento sono in minuscolo per analogia a questa convenzione.

## Procedura
- Un campione eterogeneo di DNA genomico viene trattato con enzimi di restrizione e successivamente sottoposto ad elettroforesi su gel d'agarosio o di poliacrilammide. Nel gel sarà possibile osservare uno smear, ossia una striscia continua; non si vedranno bande nette perché il DNA genomico digerito con l'enzima di restrizione ha tantissimi punti di taglio, quindi sul gel si troveranno tantissimi frammenti che migreranno con velocità diverse in base al diverso peso molecolare.
- Il gel viene immerso in una soluzione alcalina per denaturare il DNA; solitamente si tratta di una soluzione molto diluita di NaOH per un tempo pari a 15 minuti.
- Il gel viene coperto da un foglio di nitrocellulosa o nylon a carica positiva e sopra di questo viene posta una pila di fogli assorbenti. Per capillarità la soluzione tenderà ad attraversare il gel, il foglio di nitrocellulosa e risalirà nei fogli assorbenti. I sali trascinano i segmenti di DNA perfettamente in verticale, depositandoli sullo strato di nitrocellulosa con il quale i segmenti instaurano legami elettrostatici (dovute alle cariche negative dei gruppi fosfato del DNA che si legano alle positive della membrana). Da notare che in questo passaggio il DNA non sale grazie a una forza elettrica come nella prima elettroforesi ma solo per capillarità.
- Il foglio di nitrocellulosa viene separato dal gel e vengono saturate le cariche positive con DNA eterologo (solitamente DNA da salmone); processo di preibridizzazione.
- Il foglio di nitrocellulosa viene quindi immerso in una soluzione contenente una sonda marcata in vario modo (fluorescenza, radioattività, ecc..) che ibridizza con sequenze di DNA complementari presenti sul foglio, identificandole. La sonda viene creata con tecniche di amplificazione del DNA. L'ibridizzazione della sonda con il DNA può avvenire con diversi gradi di "stringenza" a seconda delle finalità dell'esperimento, consentendo una ibridizzazione con specificità anche inferiore al 100%.
- A seguito del lavaggio della nitrocellulosa per eliminare le sonde non ibridate, si fa una lastra fotografica che metta in evidenza dove la sonda ha legato il DNA genomico.[3]

## Risultati
L'ibridazione della sonda sul frammento di DNA specifico sulla membrana del filtro indica che questo frammento contiene una sequenza di DNA complementare alla sonda. La fase di trasferimento del DNA dal gel di elettroforesi a una membrana consente un facile legame della sonda di ibridazione marcata con il DNA frazionato per dimensione. Consente inoltre il fissaggio degli ibridi sonda-target, necessari per l'analisi mediante autoradiografia o altri metodi di rilevazione. I Southern blots eseguiti con DNA genomico digerito da enzimi di restrizione possono essere utilizzati per determinare il numero di sequenze (ad esempio copie di geni) in un genoma. Una sonda che si ibrida solo per un singolo segmento di DNA che non è stato tagliato dall'enzima di restrizione produrrà una singola banda in un southern blot, mentre si osserveranno più bande quando la sonda si ibrida con diverse sequenze molto simili (ad esempio, quelle che può essere il risultato della duplicazione della sequenza). La modifica delle condizioni di ibridazione (ad esempio, aumento della temperatura di ibridazione o riduzione della concentrazione di sale) può essere utilizzata per aumentare la specificità e ridurre l'ibridazione della sonda in sequenze simili al 100%. Successivamente allo step di ibridazione della sonda vengono utilizzati dei trattamenti con soluzioni a diversa concentrazione di sali sotto diverse condizioni di temperatura. Elevate concentrazioni saline e basse temperature favoriscono il mantenimento di ibridi poorly matched, mentre trattamenti a basse concentrazioni saline e temperature elevate permettono di visualizzare solo ibridi perfect matched. Modulando i parametri di temperatura, concentrazione salina e tempistiche di trattamento andiamo a modificare la stringenza, dove alta stringenza  (es 15min, 0,1%SSC, 0,1%SDS, 68 °C) identifica un trattamento atto a mantenere solo gli ibridi perfect matched, mentre trattamenti a bassa stringenza (es 5min 2%SSC, 0,1%SDS, T° ambiente) permettono di mantenere anche ibridi con mismatch.

## Applicazioni
L'ibridazione del Southern Blotting può essere utilizzata per la clonazione basata su omologia della sequenza aminoacidica del prodotto proteico del gene bersaglio. Gli oligonucleotidi sono progettati in modo tale da essere simili alla sequenza target. Gli oligonucleotidi sono sintetizzati chimicamente, radiomarcati e usati per screenare una libreria di DNA o altre raccolte di frammenti di DNA clonati. Le sequenze che si ibridano con la sonda di ibridazione vengono ulteriormente analizzate, ad esempio, per ottenere l'intera sequenza di lunghezza del gene bersaglio.
Il Southern blot può anche essere utilizzato per identificare siti metilati in determinati geni. Particolarmente utili sono le nucleasi di restrizione MspI e HpaII, entrambe le quali riconoscono e si dividono all'interno della stessa sequenza. Tuttavia, HpaII richiede che una C all'interno di quel sito sia metilata, mentre MspI scinde solo il DNA non metilato in quel sito. Pertanto, tutti i siti metilati all'interno di una sequenza analizzata con una sonda particolare saranno scissi dal primo, ma non dal secondo, enzima.

## Tecniche affini
Successivamente all'invenzione del Southern blotting vennero elaborate altre tecniche simili, che per una sorta di scherzo tra scienziati, vennero designate con aggettivi riferiti ai punti cardinali, in analogia con il Southern blotting, che trae però il nome dall'inventore: Edwin Mellor Southern.
- Northern blotting, tecnica analoga al Southern blot, ma per l'RNA.
- Western blotting, per l'identificazione delle proteine.
- Eastern blotting, tecnica per l'analisi delle  modificazioni post traduzionali delle proteine.
- Northwestern blotting, per l'analisi delle interazioni tra RNA e proteine.
- Southwestern blotting, per l'analisi delle interazioni tra DNA e proteine.